# Río Caine
Der Río Caine ist ein Quellfluss des Río Grande in den östlichen Kordilleren der bolivianischen Anden in Südamerika.

## Verlauf
Der Río Caine entsteht 40 km südlich der Großstadt Cochabamba und östlich der Kleinstadt Capinota auf einer Höhe von 2394 m durch den Zusammenfluss des 108 km langen Río Rocha und des 88 km langen Río Arque. Von dort fließt er in südöstlicher Richtung als Grenzfluss zwischen dem Departamento Cochabamba und dem Departamento Potosí.
Während der Regenzeit von November bis April kann der Fluss gefährlich anschwellen, daher gibt es direkt im Tal keine Siedlungen. Als Verkehrsweg ist die Schotterpiste des Flusses nur in geringem Ausmaß für Fahrzeuge mit Allradantrieb in der Trockenzeit nutzbar.
Im Dreiländereck der Departamentos Cochabamba, Potosi und Chuquisaca vereinigt sich der Río Caine mit dem Río San Pedro, dem Grenzfluss zwischen den Departamentos Potosi und Chuquisaca, und trägt dann für die folgenden 1.168 km den Namen Río Grande, bevor dieser in den Río Mamoré mündet und später als Rio Madeira in den Amazonas übergeht.